# Гомеріон (монета)
Гомеріон (грец. Ὁμήρειον, лат. Homereium) — тип античної монети із зображенням давньогрецького поета і рапсода Гомера, яку карбували у II столітті до н. е. — III столітті н. е. у Смірні (Іонія). Страбон гомеріоном називає святилище Гомера і бронзову монету. Випускали також срібну драхму.

## Культ Гомера
У давнину низка грецьких полісів змагалася за право вважатися батьківщиною Гомера. Цицерон у промові «Pro Archia poeta» зазначав: «Колофонійці кажуть, що Гомер був їхнім громадянином; хіосці визнають його своїм; саламінійці заявляють про своє право на нього; тоді як мешканці Смірни голосно стверджують, що він належить їм, і навіть збудували йому святилище у своєму місті».
Про культ Гомера у Смірні свідчить і Страбон. У своїй «Географії» він згадує «Гомеріон, чотирикутний портик із святилищем і дерев'яною статуєю Гомера». Святилище відігравало важливу роль у релігійному і політичному житті міста, символізуючи його претензії на спадщину поета.
З культовим вшануванням пов'язана і традиція принесення поетові жертв, зокрема в Аргосі (Мала Азія), де, за пізніми джерелами, йому була встановлена мідна статуя, перед якою відбувалися жертвоприношення.

## Іконографія

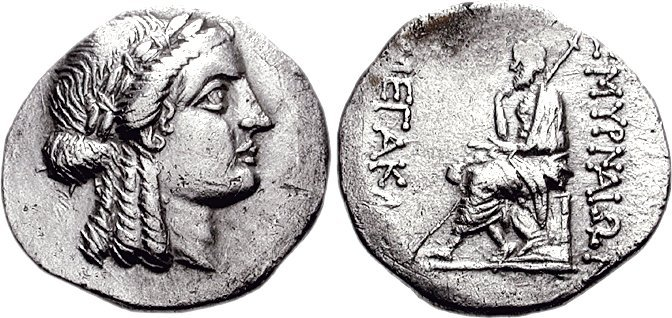
Драхма, Смірна, I століття до н. е.

Однією із форм увічнення Гомера в елліністичному світі був випуск монет із його зображенням. Найдавніша з відомих монет, присвячених поетові, походить з острова Іос і датується IV століттям до н. е. На її аверсі в профіль зображено голову Гомера з бородою, у ритуальному вінку (ταῖναι), з легендою: OMHPOY (HOMER).
Образ Гомера також втілювався у статуях, зокрема в Аргосі і Смірні. Імовірно, дерев'яну статую (ξόανον) зі святилища у Смірні, про яку згадував Страбон, відтворили на смірнійській монеті: на ній поет сидить у позі мислителя, спершись підборіддям на праву руку.

## Гомеріон зі Смірни

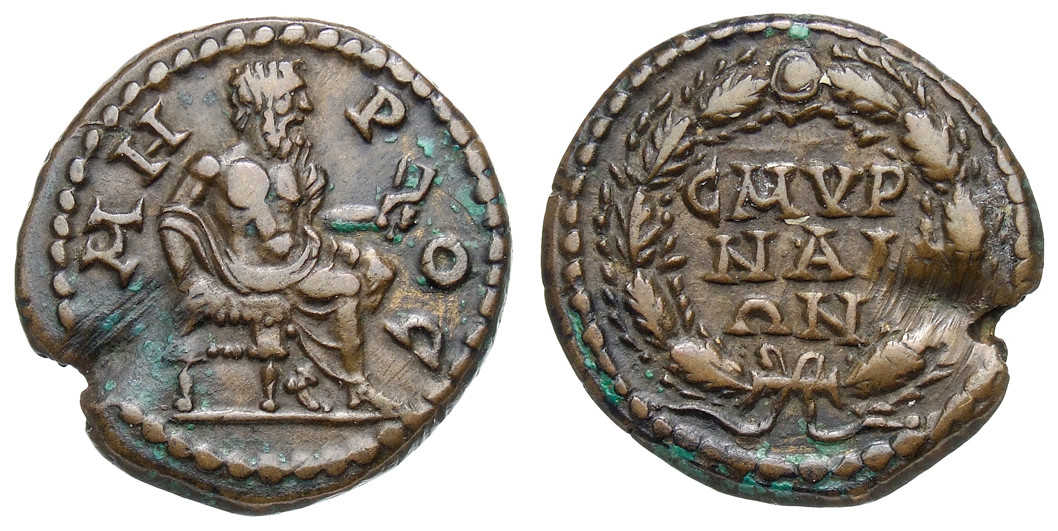
Пізній гомеріон, Смірна, 198—202 роки

Гомеріон почали карбувати у Смірні в період еллінізму, орієнтовно з II століття до н. е. Останні емісії датують періодом правління римського імператора Септимія Севера, тобто межею II і III століття н. е.
Близько 50 року реверс смірнійської монети з поетом відтворив на своїх монетах Колофон.

### Аверс
На аверсі зображено голову Аполлона у лавровому вінку, оберненого праворуч — типовий мотив для монет Малої Азії цього періоду, що також натякає на зв'язок Аполлона з поезією і пророцтвом. На пізніх емісіях — легенда ΣΜΥΡΝΑΙΩΝ всередині вінка.

### Реверс
На реверсі зображено Гомера у гіматії у кріслі. Він спирається підборіддям на праву руку; у лівій руці тримає сувій; за ним — скіпетр або жезл, що символізує пророчу владу.
У полі міститься напис ΣΜΥΡΝΑΙΩΝ («[монета] смірнійців»), а також залежно від року карбування різні імена монетних магістратів.